# Ruschweiler
Ruschweiler is een plaats in de Duitse gemeente Illmensee, deelstaat Baden-Württemberg, en telt 600 inwoners.